# Navigation Tower
La Navigation Tower est un gratte-ciel de 220 mètres construit en 2011 à Doha au Qatar. 